# Dębniak (Nałęczów)
Dębniak – część miasta Nałęczowa w Polsce położona w województwie lubelskim, w powiecie puławskim. Leży w południowo-wschodniej części miasta, w rejonie ulicy Słowiczej.